# Trn, Kuršumlija
Trn (izvirno srbsko Трн) je naselje v Srbiji, ki upravno spada pod Občino Kuršumlija; slednja pa je del Topliškega upravnega okraja.

## Demografija
V naselju živi 29 polnoletnih prebivalcev, pri čemer je njihova povprečna starost 53,5 let (43,9 pri moških in 62,6 pri ženskah). Naselje ima 14 gospodinjstev, pri čemer je povprečno število članov na gospodinjstvo 2,14.
Prebivalstvo je večinoma nehomogeno.
|  |

| Demografija | Demografija     | Demografija     |
| Leto        | Št. prebivalcev | Št. prebivalcev |
| ----------- | --------------- | --------------- |
|             |                 |                 |
|             |                 |                 |
|             |                 |                 |
|             |                 |                 |
| 1948        | 189             |                 |
| 1953        | 197             |                 |
| 1961        | 112             |                 |
| 1971        | 61              |                 |
| 1981        | 44              |                 |
| 1991        | 26              | 26              |
| 2002        | 30              | 30              |
|             |                 |                 |

| Etnična sestava po popisu iz leta 2002 | Etnična sestava po popisu iz leta 2002 | Etnična sestava po popisu iz leta 2002 | Etnična sestava po popisu iz leta 2002 | Etnična sestava po popisu iz leta 2002 |
| -------------------------------------- | -------------------------------------- | -------------------------------------- | -------------------------------------- | -------------------------------------- |
| Srbi                                   | Srbi                                   |                                        | 19                                     | 63,33%                                 |
| Črnogorci                              | Črnogorci                              |                                        | 11                                     | 36,66%                                 |
| Neznano                                | Neznano                                |                                        | 0                                      | 0,0%                                   |